# Le Bal du dodo
Le Bal du dodo est un roman de Geneviève Dormann paru en 1989 aux éditions Albin Michel et ayant reçu le Grand prix du roman de l'Académie française la même année.

## Résumé
L'action se passe à l'Île Maurice dans le milieu de l'aristocratie blanche de l'île.

## Éditions
- Le Bal du dodo, éditions Albin Michel, 1989  (ISBN 2-226-03656-3).